# Musicoteràpia
La musicoteràpia és l'ús de la música com a ajuda en determinats trastorns i disfuncions per afavorir el benestar físic, mental i emocional. A vegades es distingeix de la sonoteràpia. Es troba vinculada a la psicologia i, més concretament, amb el psicodrama. També se la pot vincular amb la pedagogia i, dins d'aquesta, amb la logopèdia.
La musicoteràpia parteix de la idea que la música proporciona plaer, benestar, tranquil·litat i altres efectes emocionals agradables. Un exemple il·lustratiu al respecte, serien les cançons de bressol que mares i pares canten als fills per donar-los benestar i tranquil·litat i que es puguen dormir. A partir d'aquí, la musicoteràpia investiga i intenta descobrir solucions acusmàtiques per tal de millorar la nostra salut de manera diferenciada d'altres solucions terapèutiques convencionals.
El musicoterapeuta és un professional de l'àmbit educatiu, sanitari o musical, amb una gran vinculació amb la música que la utilitza amb finalitats terapèutiques per tal de poder ajudar altres persones que presenten algun tipus de necessitat o suport especial.

## Àmbits d'aplicació
La musicoteràpia pot intervenir en diferents àmbits: trobem la Musicoteràpia Clínica i la Musicoteràpia Preventiva i Comunitària.
Musicoteràpia clínica
És aquella que està enfocada cap a l'individu. S'utilitza com a solució o millora davant de determinats problemes com pot ser l'autisme, discapacitats, trastorns neurològics. Normalment es dona en hospitals on el musicoterapeuta juntament amb altres especialistes en les diferents disciplines mèdiques actuen perquè millori l'estat del pacient.
Musicoteràpia preventiva i comunitària
És aquella que intenta resoldre problemes emocionals, dificultats davant malalties físiques, moments de crisis vitals o socioeconòmiques de diferents persones. Detecta condicions de vida, normes, valors, comportaments... que poden potenciar riscos i actuen com a guia en un procés d'aprenentatge que ajudi a aquestes persones afectades a millorar el seu estil de vida.